# هاجر عامر
هاجر عامر (مواليد 10 نوفمبر 1993)، لاعبة كرة سلة مصرية تلعب في نادي سبورتنج ومنتخب مصر.

## نادي سبورتنج
أنضمت هاجر لنادي سبورتنج في عام 2019 بعد فترة أعتزال نتيجة للحمل، ساهمت بفوز نادي سبورتنج بلقب دوري سوبر السلة موسم 2020-2021 ذلك بعد التغلب على النادي الأهلي بنتيجة 3-2 في مجموع المباريات. وحصلت على جائزة أفضل لاعبة في سلسلة نهائيات دوري السوبر. وفي 2022 حصلت مع فريق على لقب بطولة أفريقيا لأول مرة في تاريخ الأندية المصرية ودخلت في تشكيلة أفضل فريق في البطولة.